# Klub Sportowy Developres Rzeszów 2015-2016
Questa voce raccoglie le informazioni riguardanti il Klub Sportowy Developres Rzeszów nelle competizioni ufficiali della stagione 2015-2016.

## Organigramma societario
Area direttiva
- Presidente: Rafał Mardoń

Area tecnica
- Allenatore: Marcin Wojtowicz
- Allenatore in seconda: Stanisław Pieczonka

## Rosa
| N° | Nome                | Ruolo | Data di nascita   | Nazionalità sportiva |
| -- | ------------------- | ----- | ----------------- | -------------------- |
| 1  | Nikolina Jelić      | S     | 9 novembre 1991   | Croazia              |
| 2  | Ana Otašević        | C     | 4 maggio 1987     | Montenegro           |
| 3  | Dominika Nowakowska | C     | 25 maggio 1992    | Polonia              |
| 4  | Joanna Frąckowiak   | S/O   | 4 luglio 1986     | Polonia              |
| 5  | Magdalena Hawryła   | C     | 1º gennaio 1989   | Polonia              |
| 6  | Katarzyna Warzocha  | C     | 20 febbraio 1989  | Polonia              |
| 7  | Ewa Śliwińska       | S     | 27 aprile 1993    | Polonia              |
| 8  | Adrianna Budzoń     | P     | 18 novembre 1991  | Polonia              |
| 9  | Paula Rauch         | S/O   | 25 febbraio 1989  | Polonia              |
| 10 | Ewelina Janicka     | C     | 4 novembre 1994   | Polonia              |
| 11 | Paulina Głaz        | S     | 4 gennaio 1994    | Polonia              |
| 12 | Magda Jagodzińska   | S/O   | 10 gennaio 1989   | Polonia              |
| 13 | Paulina Filipowicz  | L     | 18 aprile 1994    | Polonia              |
| 14 | Aleksandra Wańczyk  | S/O   | 1º gennaio 1996   | Polonia              |
| 15 | Kinga Stronias      | S     | 22 aprile 1997    | Polonia              |
| 16 | Vesela Bončeva      | P     | 30 gennaio 1990   | Bulgaria             |
| 17 | Agata Skiba         | S     | 24 febbraio 1991  | Polonia              |
| 18 | Lucyna Borek        | L     | 22 giugno 1987    | Polonia              |
| 19 | Agnieszka Cur       | S/O   | 6 gennaio 1997    | Polonia              |
| 20 | Magdalena Olszówka  | S     | 14 settembre 1989 | Polonia              |